# Онеп
Онеп — река в России, протекает по Гаринскому району Свердловской области. Устье реки находится в 23 км от устья реки Анеп по левому берегу. Длина реки составляет 68 км, площадь водосборного бассейна — 481 км².
В 20 км от устья впадает правый приток Олгуншош.

## Данные водного реестра
По данным государственного водного реестра России относится к Иртышскому бассейновому округу, водохозяйственный участок реки — Тавда от истока и до устья, без реки Сосьва от истока до водомерного поста у деревни Морозково, речной подбассейн реки — Тобол. Речной бассейн реки — Иртыш.
Код объекта в государственном водном реестре — 14010502512111200012601.